# 村井町 (松本市)

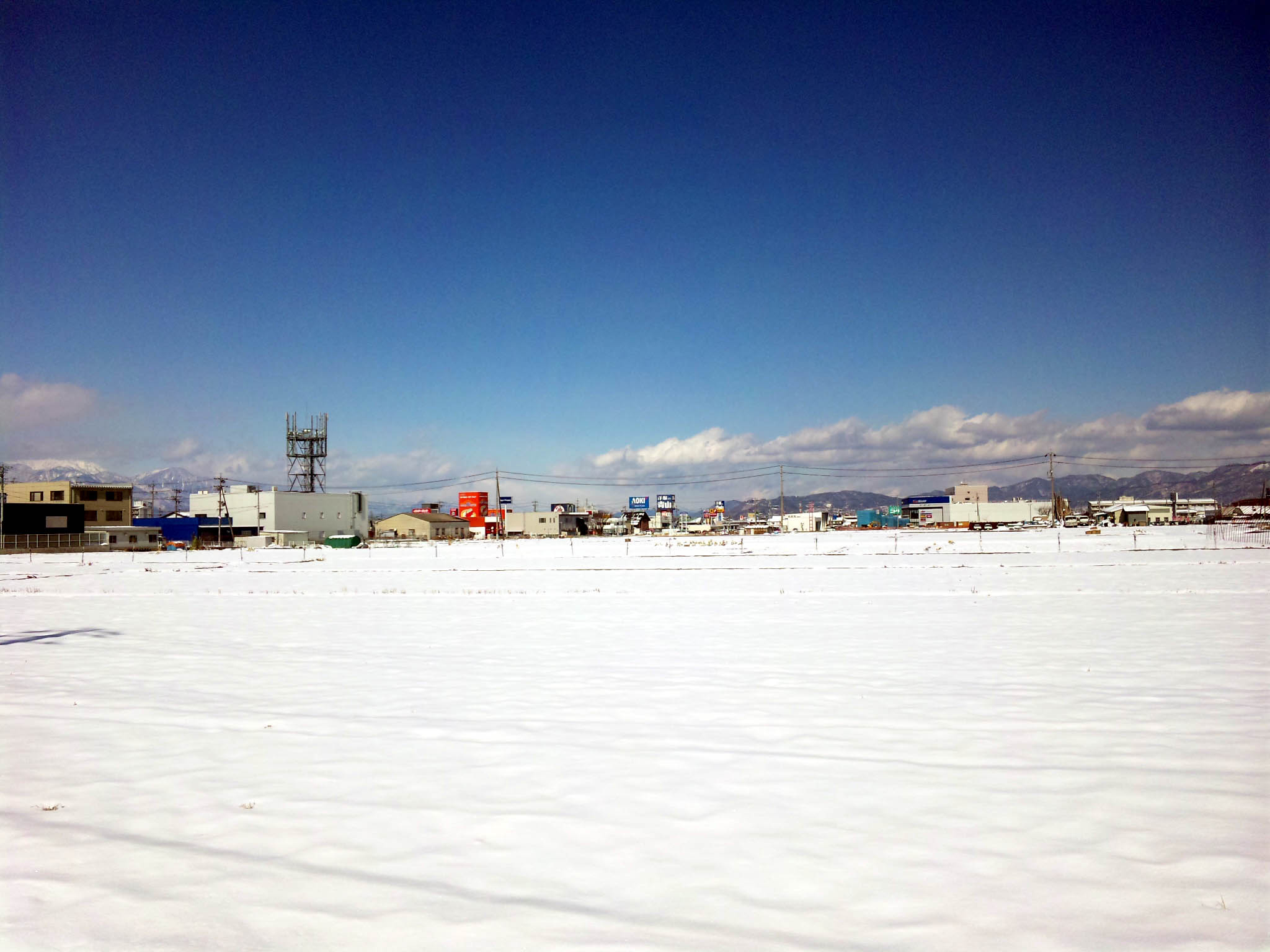
NTT東日本村井電話交換所付近

村井町（むらいまち）は長野県松本市の南端の地区で、村井町北、村井町南、村井町西の3つの住居表示実施地区からなる。すべて住居表示地区。国道19号沿線を中心に商業集積が進み、塩尻北インターチェンジも至近であることから、同市の郊外中心地として機能している。
村井駅周辺は戦国時代の村井城があり、古町と呼ばれ栄えていた。江戸時代初期に開設された北国西街道の村井宿は南から北へ上町、下町と分かれている。

## 村井町北
村井町北（むらいまちきた）は、住居表示実施済み、現行行政地名は村井町北1丁目及び村井町北3丁目。

### 概要
ウェルサンピア松本の跡地を校舎として活用している、私立才教学園小学校・中学校がある。戦後になって下町の北に長丘町などの町が新しくできた。

### 歴史
- 2009年（平成21年）11月2日 - 第17次住居表示整備事業に伴い、大字芳川平田、大字寿豊丘、大字芳川村井町、大字芳川小屋の各一部を分離し、村井町北1〜2丁目を設置、併せて住居表示実施[5]。

### 世帯数と人口
2018年（平成30年）10月1日現在の世帯数と人口は以下の通りである。
| 丁目          | 世帯数  | 人口    |
| ------------- | ------- | ------- |
| 村井町北1丁目 | 283世帯 | 683人   |
| 村井町北2丁目 | 412世帯 | 987人   |
| 計            | 695世帯 | 1,670人 |

### 道路
- 国道19号

### 施設
- 才教学園小学校・中学校
- 松本市立筑摩野中学校
- ニトリ 松本店

## 村井町南
村井町南（むらいまちみなみ）は住居表示実施済み、現行行政地名は村井町南1丁目から村井町南4丁目。

### 概要
国道19号沿いに郊外型専門店や複合商業施設が多い。ちくま野橋の南側は工場が多い。その他は住宅が中心だが、東部には田畑も見られる。戦後になって上町の東に若宮などの町が新しくできた。

### 歴史
- 2010年（平成22年）11月1日 - 第18次住居表示整備事業に伴い、大字芳川村井町と大字芳川小屋の各一部を分離し、村井町南1〜4丁目を設置。併せて住居表示実施[7]。

### 世帯数と人口
2018年（平成30年）10月1日現在の世帯数と人口は以下の通りである。
| 丁目          | 世帯数    | 人口    |
| ------------- | --------- | ------- |
| 村井町南1丁目 | 672世帯   | 1,556人 |
| 村井町南2丁目 | 114世帯   | 199人   |
| 村井町南3丁目 | 168世帯   | 388人   |
| 村井町南4丁目 | 262世帯   | 549人   |
| 計            | 1,216世帯 | 2,692人 |

### 道路
- 国道19号
- 長野県道287号町村白川村井停車場線

### 施設
- ナガノトマト本社
- まつもと医療センター松本病院
- イオンタウン松本村井（含：ザ・ビッグ松本村井店など）
- 松本村井郵便局
- 八十二銀行 村井支店

## 村井町西
村井町西（むらいまちにし）は、住居表示実施済み、現行行政地名は村井町西1丁目及び村井町西2丁目。

### 概要
長野県道48号松本環状高家線の南側、JR篠ノ井線の西側に位置し、村井駅の西側は住宅密集地。村井病院、上条記念病院などがある。南接する塩尻市境に塩尻北インターチェンジの出入り口となる交差点がある。

### 歴史
- 2012年（平成24年）2月1日 - 第19次住居表示整備事業に伴い、大字芳川村井町と大字芳川小屋の各一部を分離し、村井町西1〜2丁目を設置。併せて住居表示実施[9]。

### 世帯数と人口
2018年（平成30年）10月1日現在の世帯数と人口は以下の通りである。
| 丁目          | 世帯数  | 人口    |
| ------------- | ------- | ------- |
| 村井町西1丁目 | 656世帯 | 1,404人 |
| 村井町西2丁目 | 110世帯 | 305人   |
| 計            | 766世帯 | 1,709人 |

### 道路
- 長野県道27号松本空港塩尻北インター線

### 施設
- 上條記念病院